# 오사카 메트로 사카이스지선
오사카 메트로 사카이스지선(일본어: 堺筋線)은 일본의 지하철 가운데 하나이다. 오사카시 고속 전기궤도가 운영한다. 일본 오사카부 오사카시 기타구에 있는 덴진바시스지 6초메역과 니시나리구에 있는 덴가차야역을 잇는다. 노선 색은 갈색■이다. 현재 한큐 전철 센리 선, 한큐 전철 교토 본선과도 직결 운행하고 있다.

## 개요
일직선으로 늘어나는 상가에서는 일본 제일의 길이를 가지는 덴진바시스지 상가의 일근서를 병주하는 덴진바시스지와, 연선에 금융가나 약·섬유 등의 도매상가 및 전기가가 펼쳐지는 사카이스지의 지하를 달린다 . 요쓰바시선·미도스지선·다니마치선과 함께 오사카시 중심부의 남북의 교통을 담당하고 있으며, 그 중에서도 미도스지선과 사카이스지선은 오사카시 도심부의 선장·시마노우치를 종단한다. 또, 상호 직통하고 있는 한큐 센리선·교토 본선과 함께 연선의 북섭(미시마) 지역이나 교토부내와 오사카시 도심부나 미나미의 번화가를 연결하는 역할도 가진다. 현재 간사이 대기업 사철의 차량이 오사카시 도심부를 종단하는 유일한 남북 노선이기도 하다[주석 2]. 오사카메트로의 지하철 노선으로서는 최단의 노선이며, 최초의 가공 전차선 방식 채용 노선으로, 당 노선 후에 개업한 리니어 방식의 나가호리쓰루미료쿠치선·이마자토스지선도 가공 전차선 방식을 채용해 있다.
다른 지하 노선과의 교차 부분은 기타하마역의 게이한 본선(게이한 나카노시마선은 별도)과 도부쓰엔마에역의 미도스지선을 제외하고 사카이스지선이 위를 지나고 있다. 사카이스지선은, 모든 역이 다른 지하철 노선 및 다른 철도와의 환승역이 되고(#역 일람 참조), 이것도 오사카메트로의 노선에서는 유일하다. 다만, 다른 지하철 노선 중에서 4개 다리선·이마자토스지선과의 환승역은 없다.
1993년에 개통한 도부쓰엔마에역 - 덴가차야역 사이에서는, 용지 확보를 위해 난카이 덴노지 지선 덴가차야역 - 이마이케마치역 사이의 폐선적을 이용하고 있지만, 이 구간에서는 복선 터널로서는 공간이 부족 하고 있었기 때문에, 단선에 의한 상하 2층식 터널이 되고 있다.

### 노선 데이터
- 노선거리(실킬로)：8.5 km(영업킬로(운임계산킬로)에서는 8.1 km)
- 궤간: 1435 mm
- 역수:10역(기종점역 포함)
- 복선 구간: 전선
- 전화 구간：전선전화(직류 1500 V·가공 전차선 방식)
- 폐색 방식:자동 폐색식
- 보안 장비: WS-ATC
- 일본 국내의 가공 전차선 방식의 노선으로 WS-ATC는 본 노선과 동엽 고속철도 동엽 고속선만.
- 최고 속도: 70 km/h
- 편성 양수:8량(1993년-)
- 홈 최대편성 양수：8량

## 역사
- 1969년 12월 6일: 덴진바시스지 6초메 ~ 도부쓰엔마에 구간 개통, 한큐 전철 센리 선, 한큐 전철 교토 본선과의 직결 운행 개시
- 1990년 8월 1일: 66계 전동차 도입 및 운행 개시
- 1993년 3월 4일: 도부쓰엔마에 ~ 덴가차야 구간 연장 개통

## 운행 형태
덴진바시스지 6초메역 - 덴가차야역 사이 사카이스지선 내 접어 열차가 운전되고 있는 것 외에, 덴진바시스지 6초메역에서는 한큐 센리선 기타센리역 또는 한큐 교토 본선 다카쓰키시역(일부의 보통과 후술 사카이스지 준급는 교토카와라마치역)까지 상호 직통 운전을 실시하고 있다. 전열차가 덴진바시스지 6초메역 - 덴가차야역 사이를 통해 운전하고 있으며 사카이스지선의 중간역을 출발역·종착역으로 하는 구간열차는 설정되어 있지 않다.

## 차량

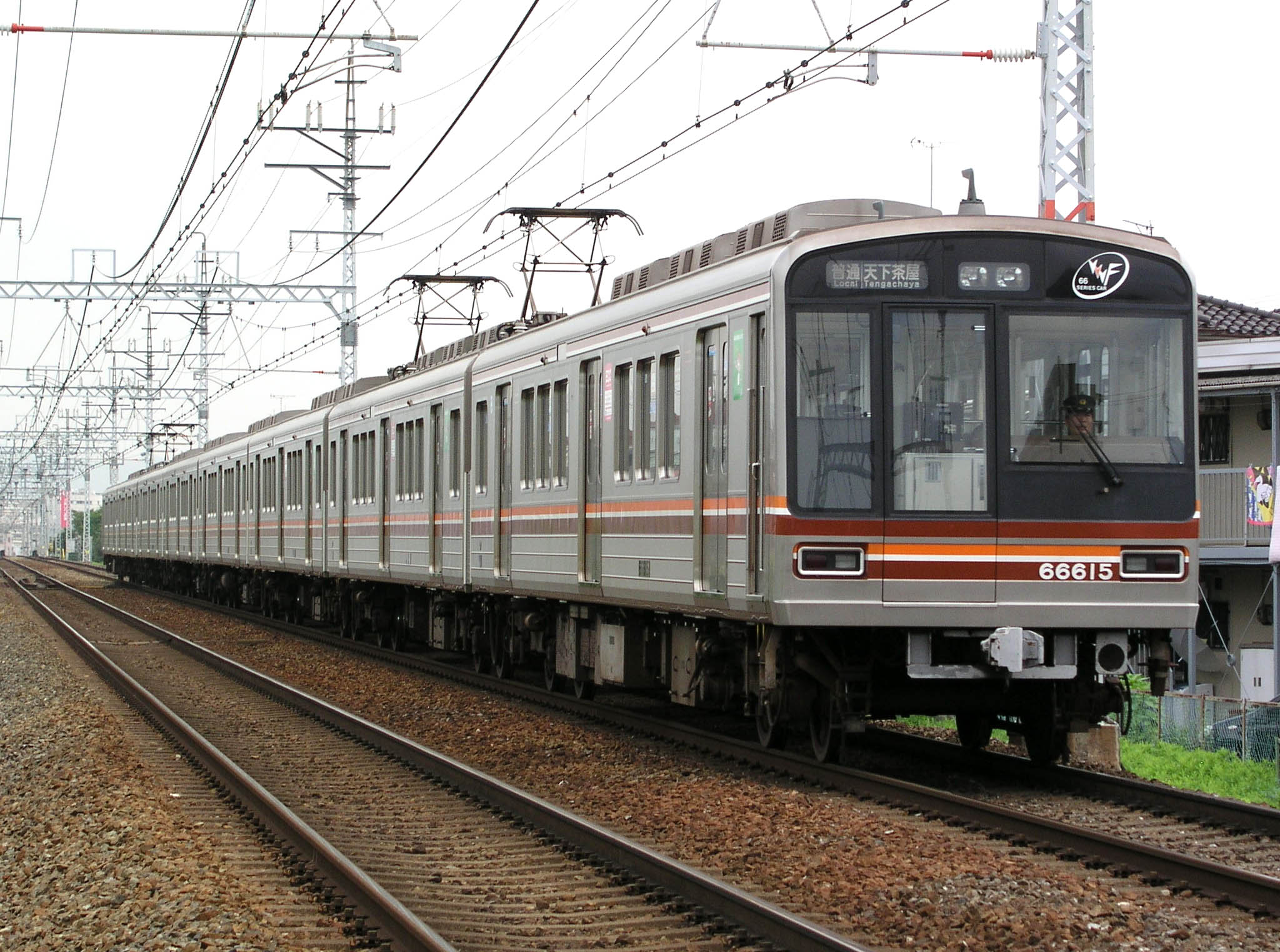
66계
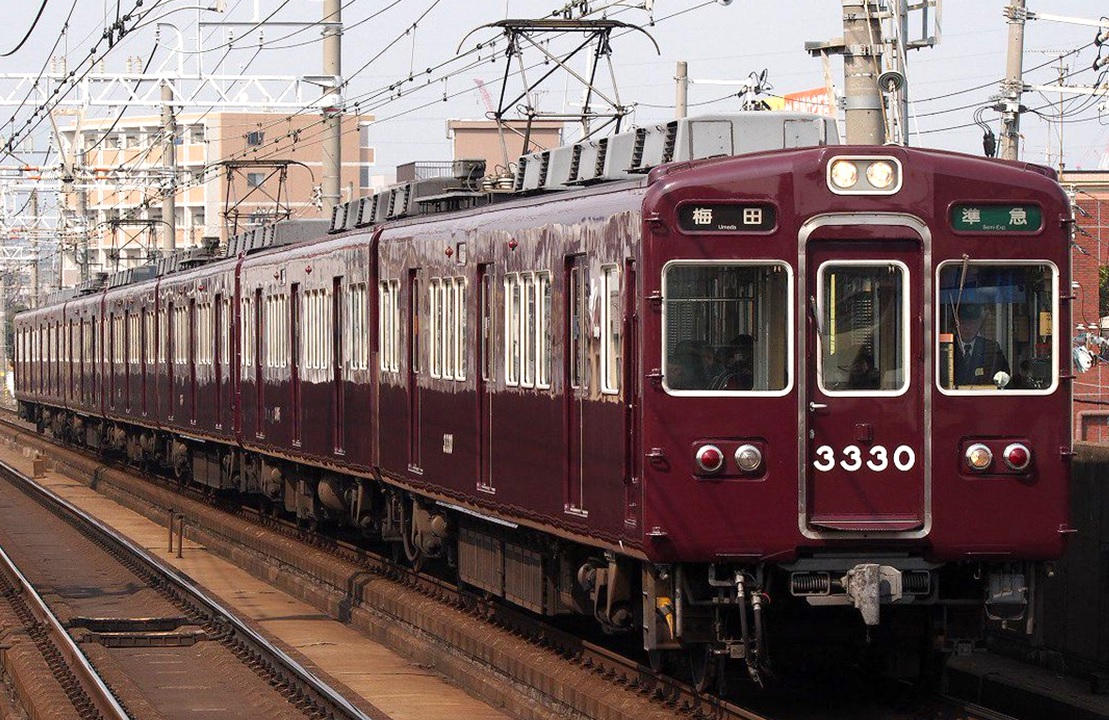
한큐 3300계
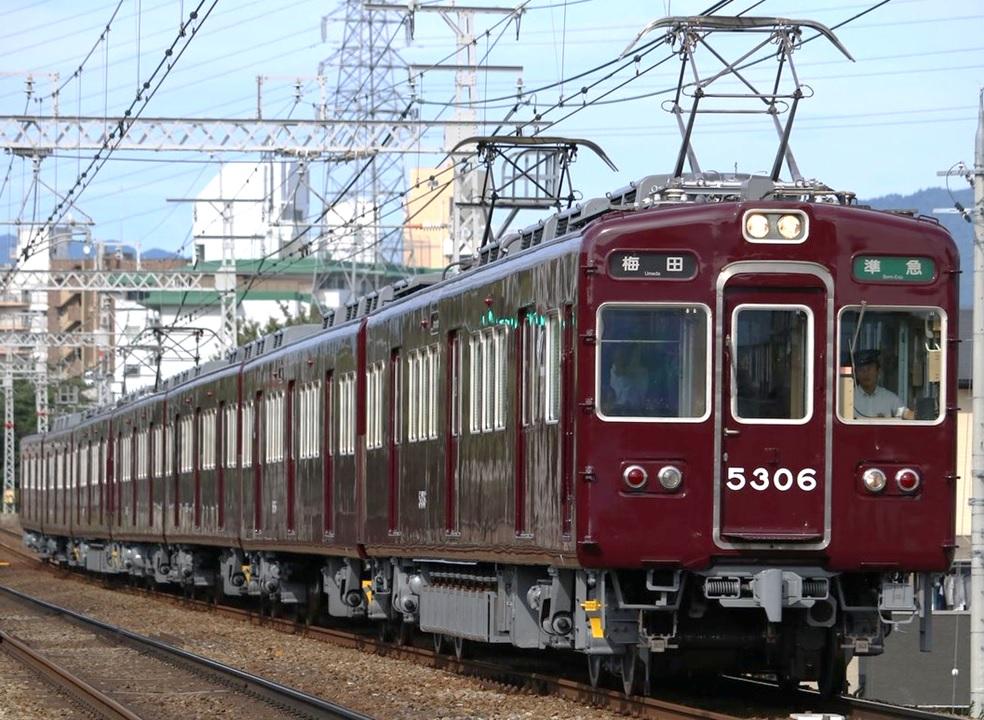
한큐 5300계
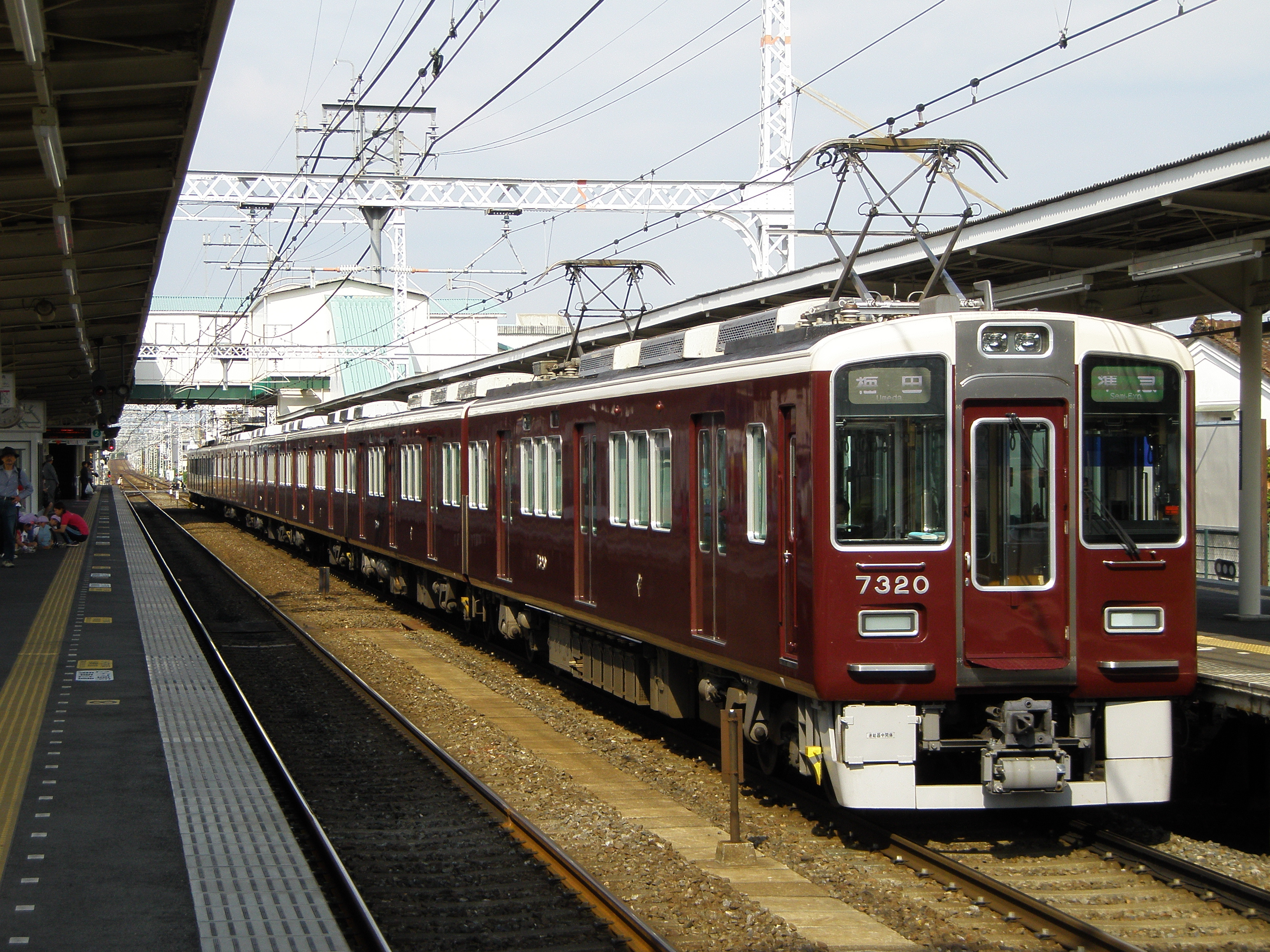
한큐 7300계
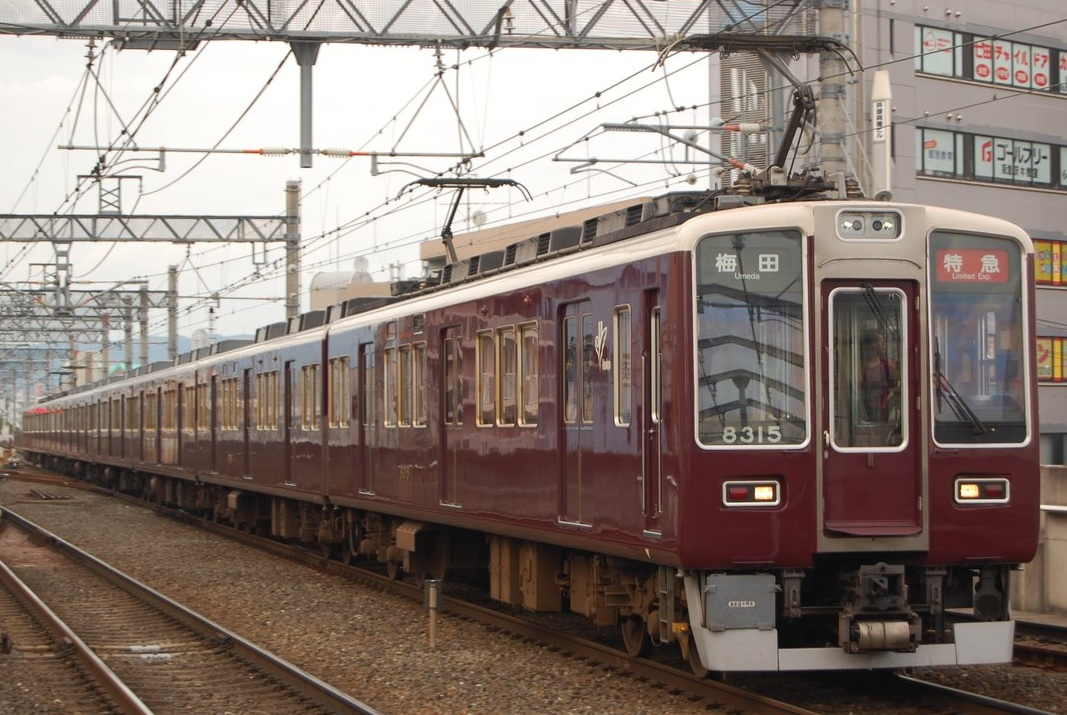
한큐 8300계
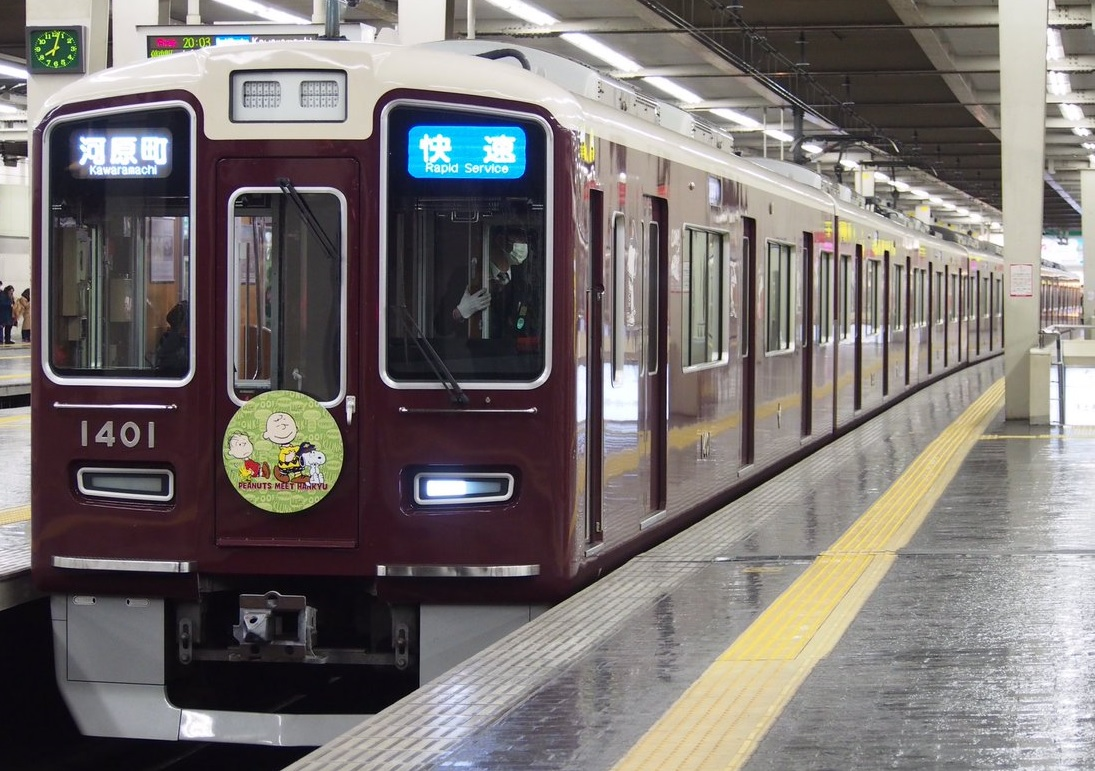
한큐 1300계

- 66계
- 한큐 3300계
- 한큐 5300계
- 한큐 7300계
- 한큐 8300계
- 한큐 1300계

## 역 목록
| 역 번호 | 역 이름            | 일본어 이름    | 영업 거리 (km) | 실제 거리 (km) | 접속 노선                                                  | 소재지   | 소재지   | 소재지     |
| ------- | ------------------ | -------------- | -------------- | -------------- | ---------------------------------------------------------- | -------- | -------- | ---------- |
| K11     | 덴진바시스지 6초메 | 天神橋筋六丁目 | 0.0            | 0.0            | 한큐 전철 센리 선(직결 운행), 다니마치선(T18)              | 오사카부 | 오사카시 | 기타구     |
| K12     | 오기마치           | 扇町           | 0.7            | 0.7            |                                                            | 오사카부 | 오사카시 | 기타구     |
| K13     | 미나미모리마치     | 南森町         | 1.3            | 1.3            | 다니마치선(T21)                                            | 오사카부 | 오사카시 | 기타구     |
| K14     | 기타하마           | 北浜           | 2.1            | 2.3            | 게이한 전기 철도 게이한 본선                               | 오사카부 | 오사카시 | 주오구     |
| K15     | 사카이스지혼마치   | 堺筋本町       | 3.0            | 3.2            | 주오선(C17)                                                | 오사카부 | 오사카시 | 주오구     |
| K16     | 나가호리바시       | 長堀橋         | 4.0            | 4.1            | 나가호리쓰루미료쿠치선(N16)                                | 오사카부 | 오사카시 | 주오구     |
| K17     | 닛폰바시           | 日本橋         | 4.9            | 4.9            | 센니치마에선(S17) 긴키 닛폰 철도 난바선 (긴테쓰닛폰바시역) | 오사카부 | 오사카시 | 주오구     |
| K18     | 에비스초           | 恵美須町       | 5.9            | 6.1            | 한카이 전기 궤도 한카이선                                  | 오사카부 | 오사카시 | 나니와구   |
| K19     | 도부쓰엔마에역     | 動物園前       | 6.6            | 7.0            | 미도스지선(M22)                                            | 오사카부 | 오사카시 | 니시나리구 |
| K20     | 덴가차야           | 天下茶屋       | 8.1            | 8.5            | 난카이 전기 철도 난카이 본선 난카이 전기 철도 고야 선      | 오사카부 | 오사카시 | 니시나리구 |